# Glorieta (Viena)
La Glorieta (en alemán: Gloriette) es un edificio situado en los jardines del palacio de Schönbrunn en Viena. Es la más grande de todas las glorietas y una de las principales atracciones turísticas del palacio. 

## Historia
La Glorieta fue construida en 1775 como el último edificio del jardín según los planos de Johann Ferdinand Hetzendorf von Hohenberg como un "templo de la fama" y, al mismo tiempo, el punto de atracción principal del jardín a una altitud de 241 m. La emperatriz María Teresa I decidió construir la Glorieta: «Hay una antigua galería de pilares de piedra y cornisas en Neugebau (Palacio Neugebäude), que no sirve para nada ... para que se extraigan de allí y se lleven a Schönbrunn». La galería y los pilares están hechos de piedra imperial blanca y dura y fueron reutilizados para la Glorieta, al igual que las cabezas de toro y otros componentes. Estas columnas y «otras grandes obras de piedra» fueron trabajadas por el grupo de trabajo de los maestros canteros Bartholomäus Pethan y Antonius Pozzo y su gente en la Cantera Imperial de Leithaberg. 

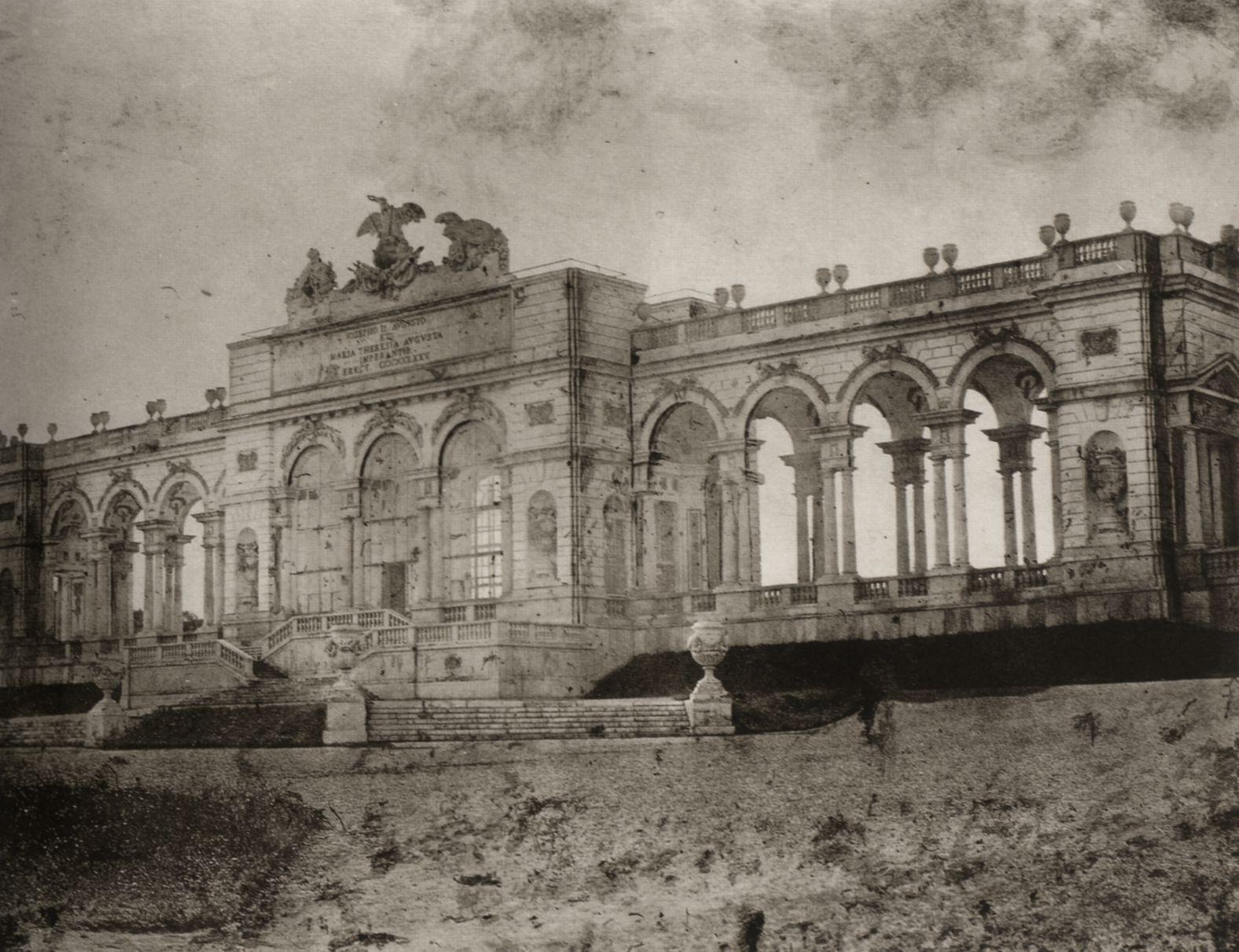
Vista de 1854

Las dimensiones principales son 84,3 m de largo, incluyendo la base de peldaños 135,3 m, 14,6 m de ancho y 25,95 m de alto. La Glorieta sirvió más tarde como comedor y salón de baile, así como sala de desayunos para el emperador Francisco José I. El comedor se usó hasta el final de la monarquía, hoy reemplazado por un café público; en el tejado hay una plataforma de observación con vistas a Viena. La joyería escultórica proviene de Johann Baptist Hagenauer. La Glorieta fue gravemente dañada por las bombas en la Segunda Guerra Mundial, pero fue restaurada en 1947. En 1995 fue restaurada nuevamente. 

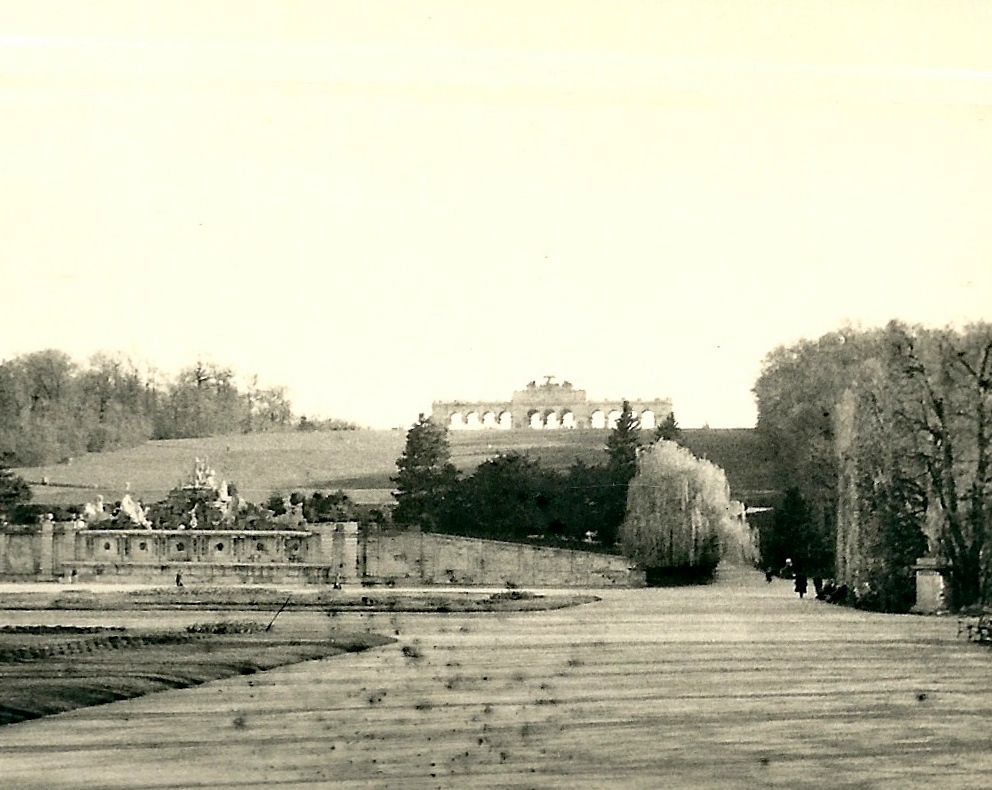
Vista del edificio en 1952

De 1790 a 1910 se acristalaron los tres arcos centrales de la Glorieta. Después de eso, la Glorieta quedó sin acristalamiento y, por lo tanto, como un espacio abierto. Después de un debate en el que sobre todo los arquitectos se quejaron del diseño "contemporáneo", durante la restauración en la década de 1990, se instaló un acristalamiento de estilo histórico basado en fotografías antiguas y se instaló allí el Café Gloriette en 1996. 
Más al este se encuentra la llamada Kleine Gloriette (lit. Pequeña Glorieta), que en realidad no es una glorieta, sino un pabellón de dos pisos.

## Dedicación
La Glorieta está dedicada como un monumento a la guerra justa que condujo a la paz. Con la sucesión de María Teresa al trono, llegó primero la Guerra de Sucesión de Austria (1740-1748) y luego la Guerra de los Siete Años (1756-1763). 

Inscripción en la glorieta

La siguiente inscripción se puede leer en la parte superior: 
IOSEPHO II. AVGVSTO Y MARIA THERESIA AVGVSTA IMPERANTIB. ERECT. CIƆIƆCCLXXV 
(Bajo el gobierno del emperador José II. y la emperatriz María Teresa construida en 1775)
La ortografía del año se refiere a la letra griega Φ (Phi) de 1000. En la antigua Roma también era común representar el número 1000 en lugar de una M por el phi (CIƆ) y 500 en lugar de la D por la mitad phi (IƆ). 
Una parte esencial de la inscripción es la adición AVGVSTO y AVGVSTA. Establece la conexión con el primer emperador romano y dios estatal AVGVSTVS, cuyos herederos y sucesores, los Habsburgo, se vieron a sí mismos en su función de emperadores del "Sacro Imperio Romano Germánico" más tarde con la adición de "Nación Alemana".

## Galería de imágenes

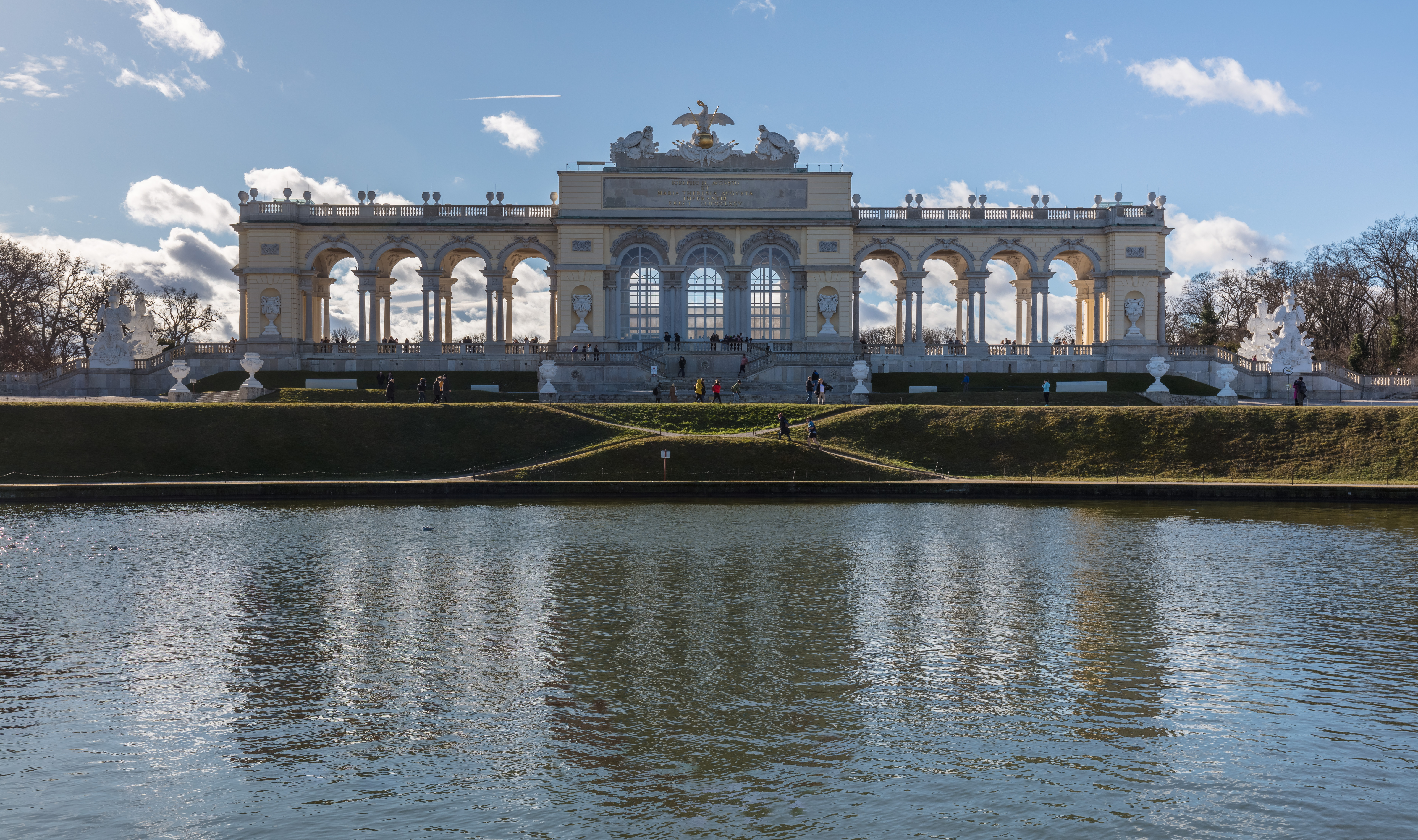
Vista general con el estanque.
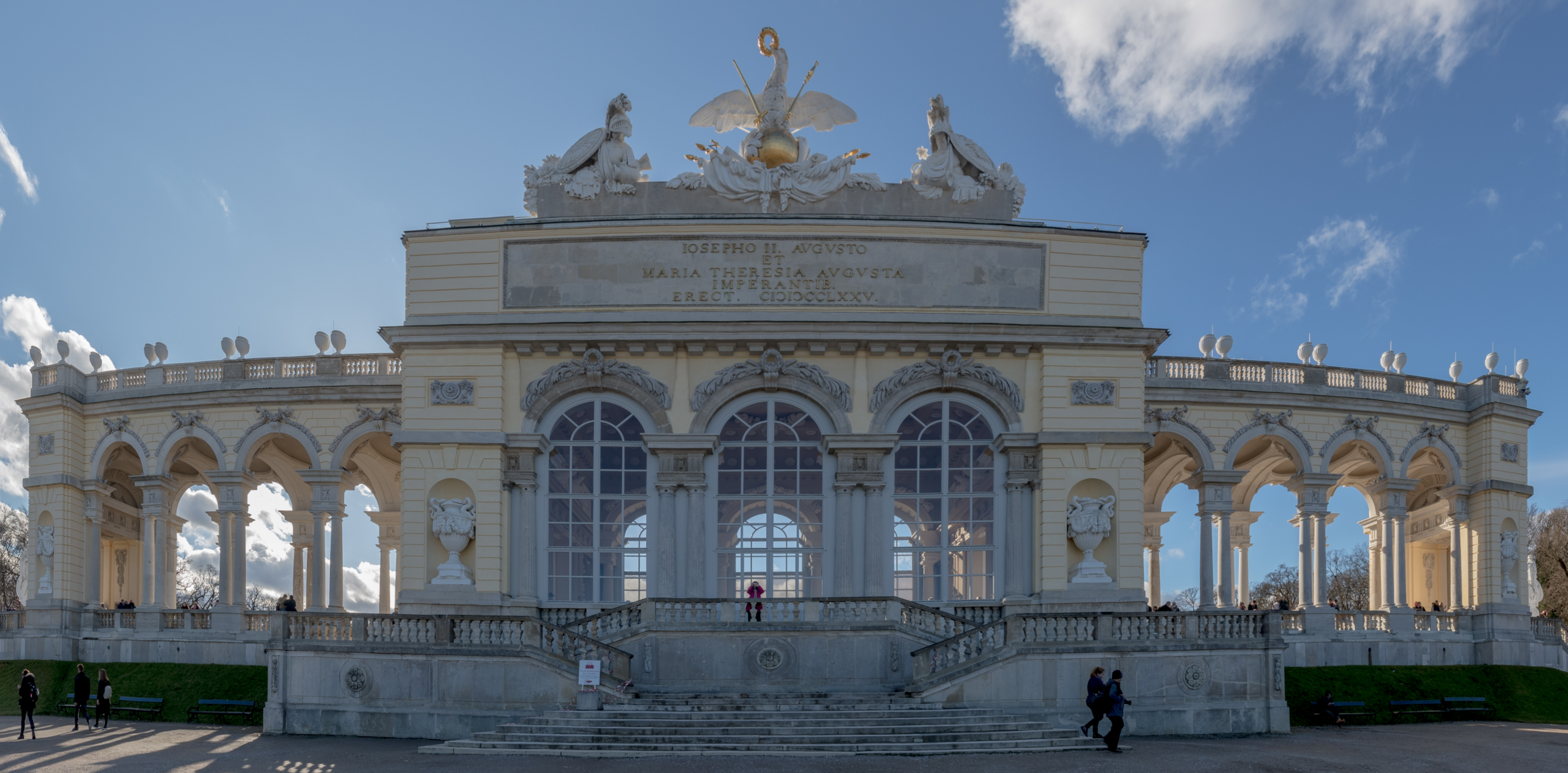
Vista desde la base.
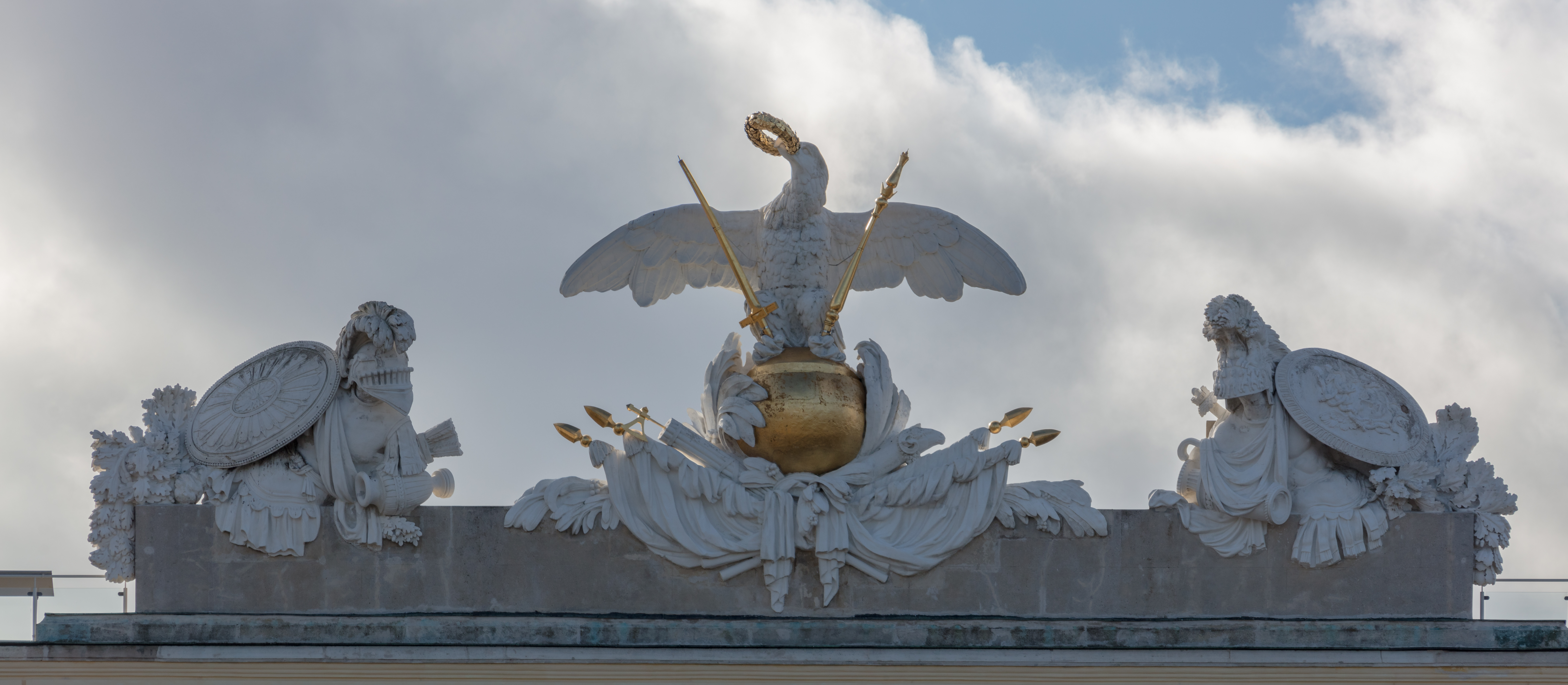
Detalle de la parte superior.
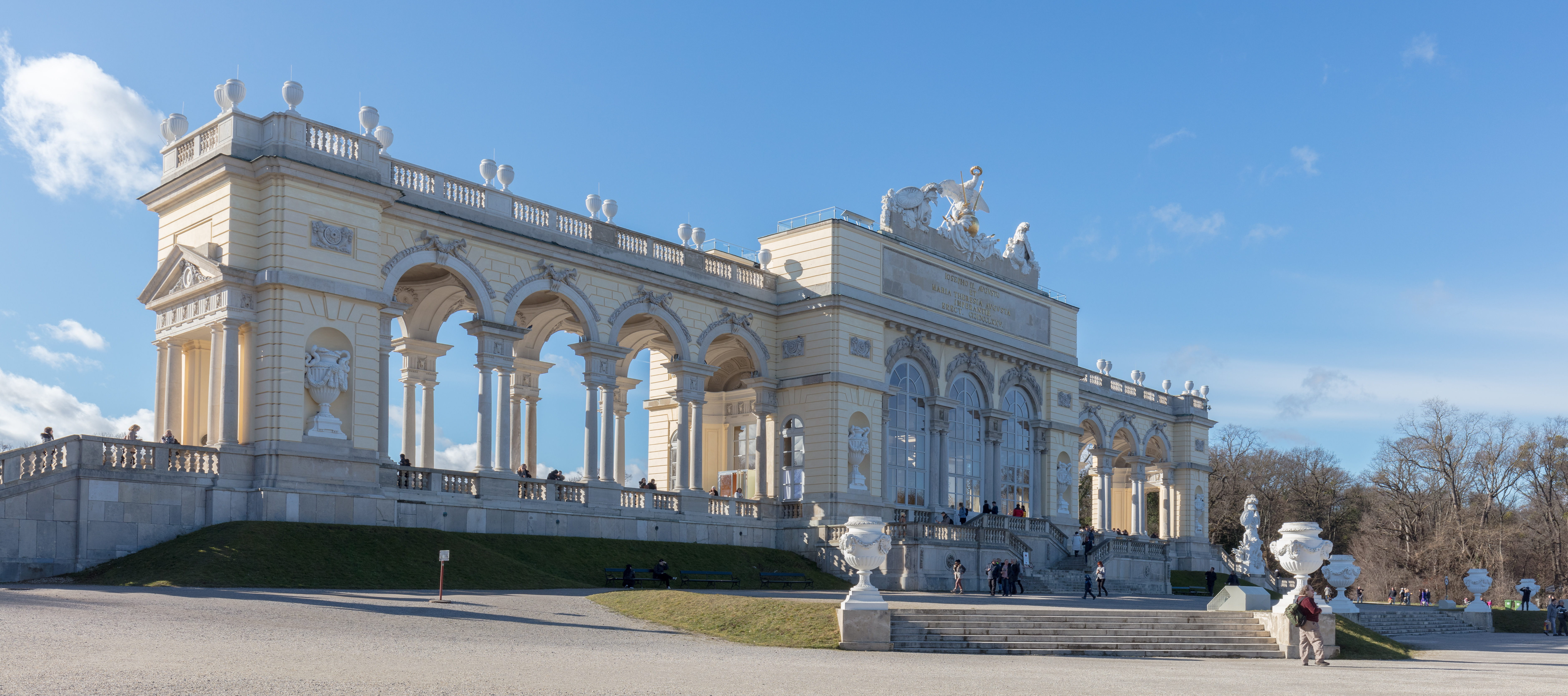
Vista lateral.
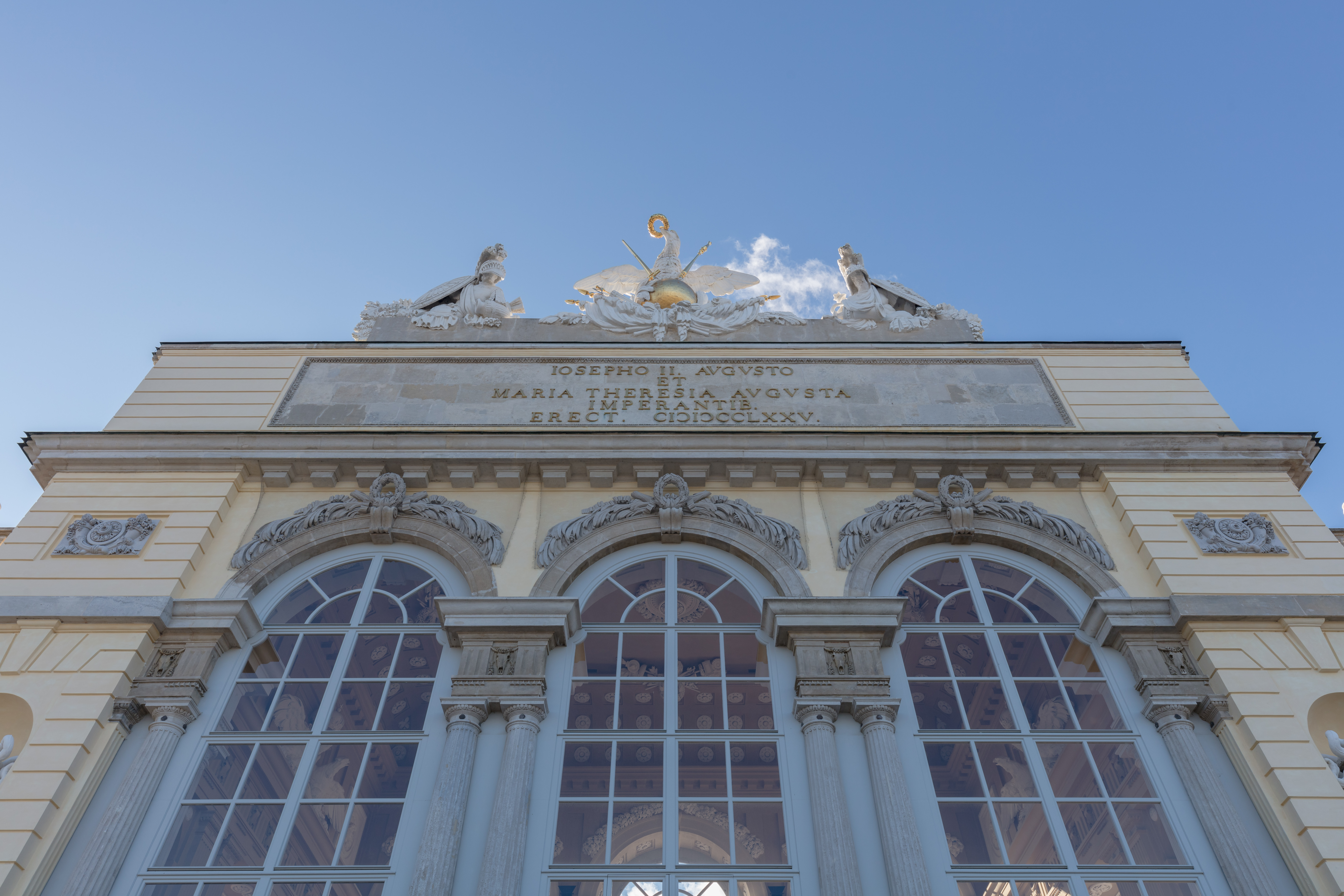
Fachada.
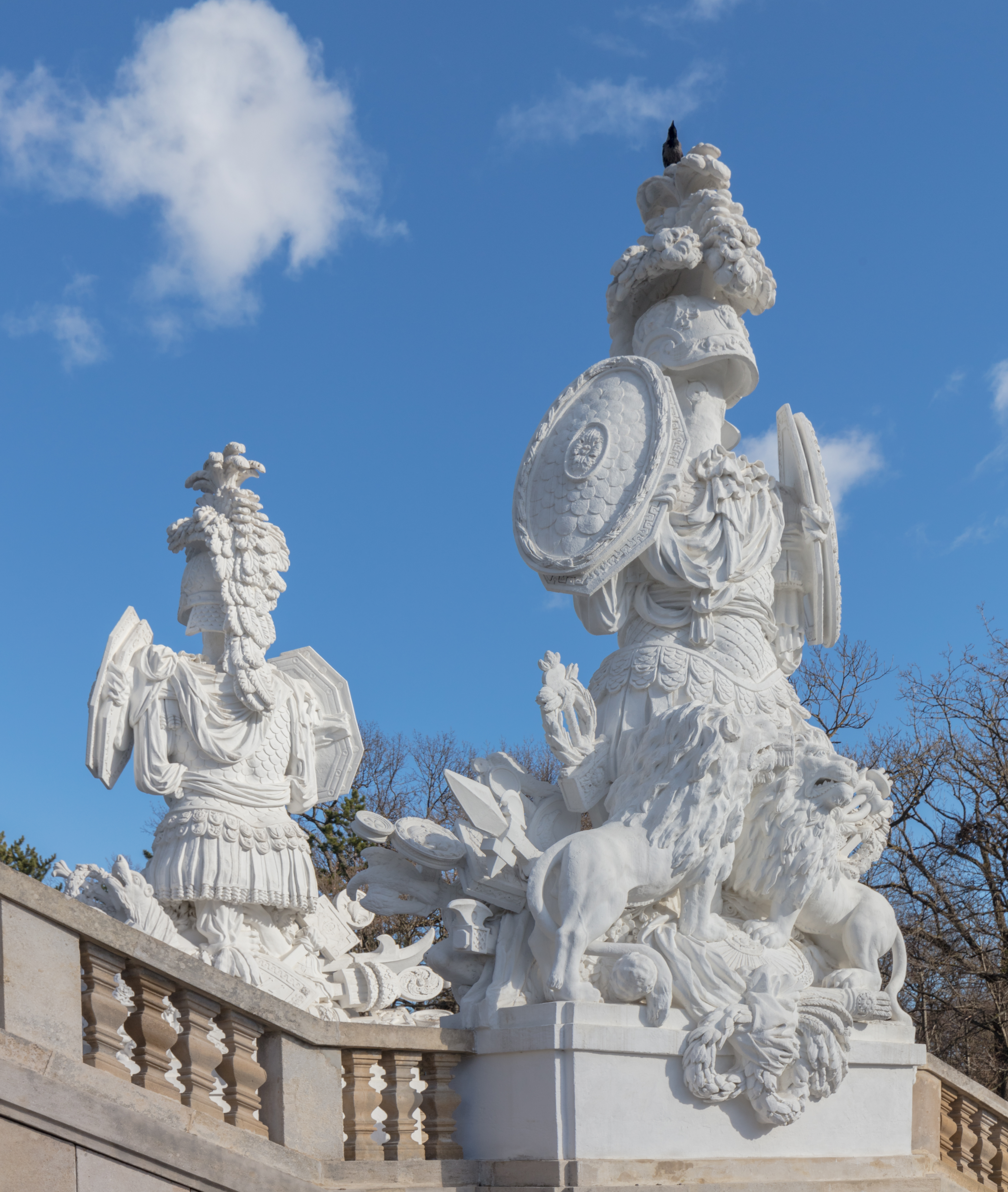
Estatuas.
Vista de la ciudad desde la Glorieta.
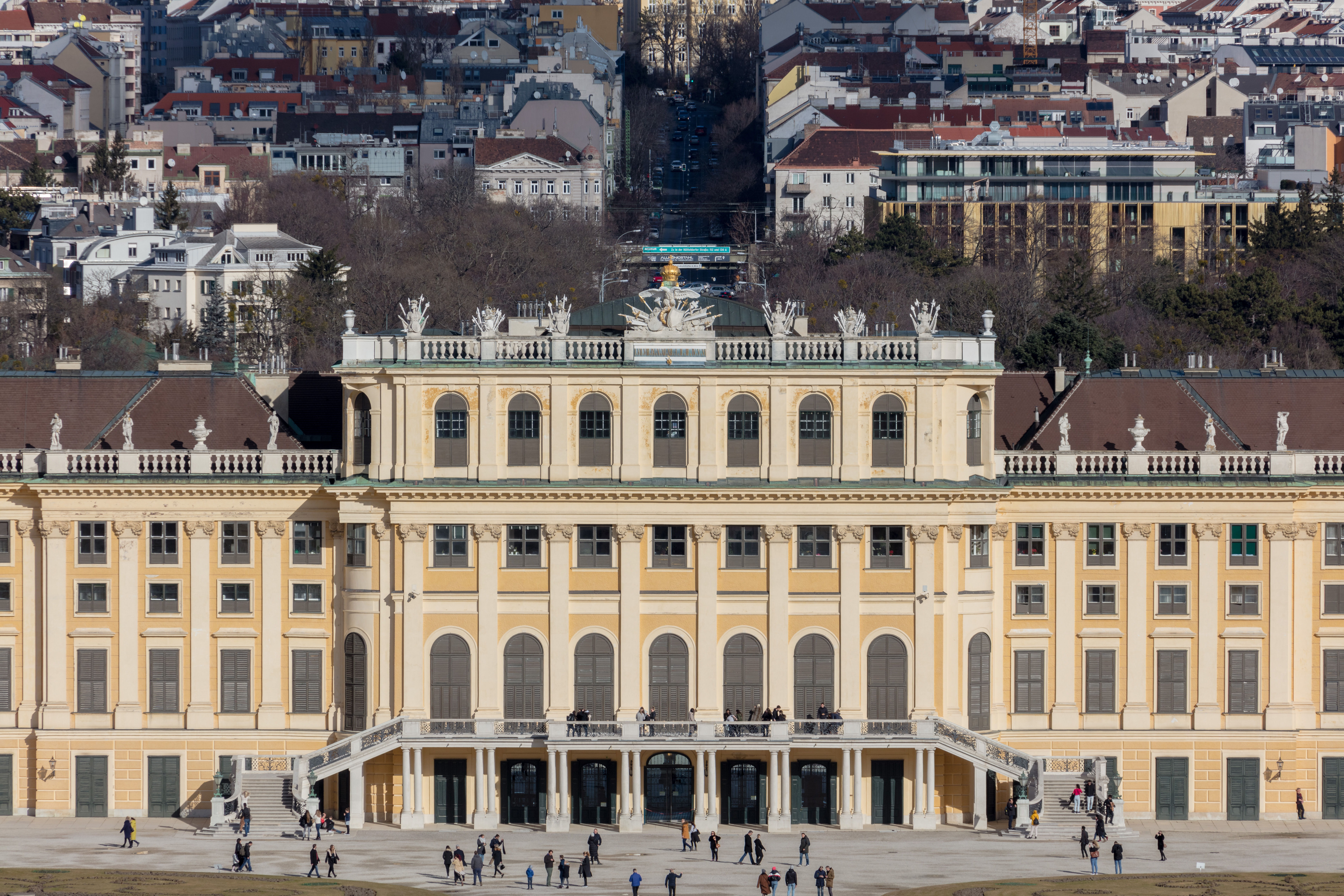
Detalle del Palacio de Schönbrunn desde la Glorieta.